# Голдсмит, Майрон
Майрон Голдсмит (англ. Myron Goldsmith; 1918, Нью-Йорк, США — 1996, Чикаго, США) — американский архитектор.

## Биография
Майрон Голдсмит обучался архитектуре в «Армор Институте» (1939) и в Иллинойсском технологическом институте у Людвига Мис ван Дер Роэ (1953), оба в Чикаго. Его первые архитектурные работы были выполнены в архитектурном бюро Миса. В Риме (стипендия Фулбрайта, 1953—1955) он учился у Пьера Луиджи Нерви. С 1955 года работал главным инженером в офисе «Скидмор, Оуингс & Меррилл» (Skidmore, Owings and Merrill) в Сан-Франциско, переведясь в их архитектурный департамент в Чикаго в 1958 году, и стал партнёром в фирме в 1967 году. В 1961 году начал преподавать в Иллинойсском технологическом институте (IIT) в качестве профессора архитектуры.

## Избранные проекты и постройки
- Солнечный телескоп в обсерватории «Китт Пик» в Аризоне (Kitt Peak National Observatory, Arizona, USA), 1962
- Станции метро для Чикаго (Transit Station for CTA, Chicago, IL, USA), 1980
- Нереализованный дизайн для моста «Рак-а-Чаки» в Оберн, Калифорния (Ruck-a-Chucky Bridge, Auburn, CA, USA), 1978
- Здание газеты «Репаблик» в Коламбусе, штат Индиана («Republic Newspaper Plant», Columbus, Indiana USA), 1971
- Здание «Монаднок» в Чикаго (Monadnok Building, Chicago, IL, USA), 1966
- «Оклендский Колизей[англ.]» в Окленде, Калифорния, 1966